# Gladde knoopwesp
De gladde knoopwesp (Cerceris quadrifasciata) is een vliesvleugelig insect uit de familie van de graafwespen (Crabronidae). De wetenschappelijke naam van de soort is voor het eerst geldig gepubliceerd in 1799 door Panzer.